# 神德王
神德王(？—917年)；姓朴名景暉，本名秀宗，是新罗国君主，憲康王的女壻，父朴乂謙，母貞花夫人。912年4月因孝恭王死后無嗣，被國人立新罗王，在位五年，諡神德，子昇英继位。

## 后妃
- 妃資成王后